# Kimle
Kimle (em alemão: Kimling; croata: Kemlja) é um município da Hungria, situado no condado de Győr-Moson-Sopron. Tem 37,26 km² de área e sua população em 2015 foi estimada em 2.285 habitantes.